# Список типів телескопів

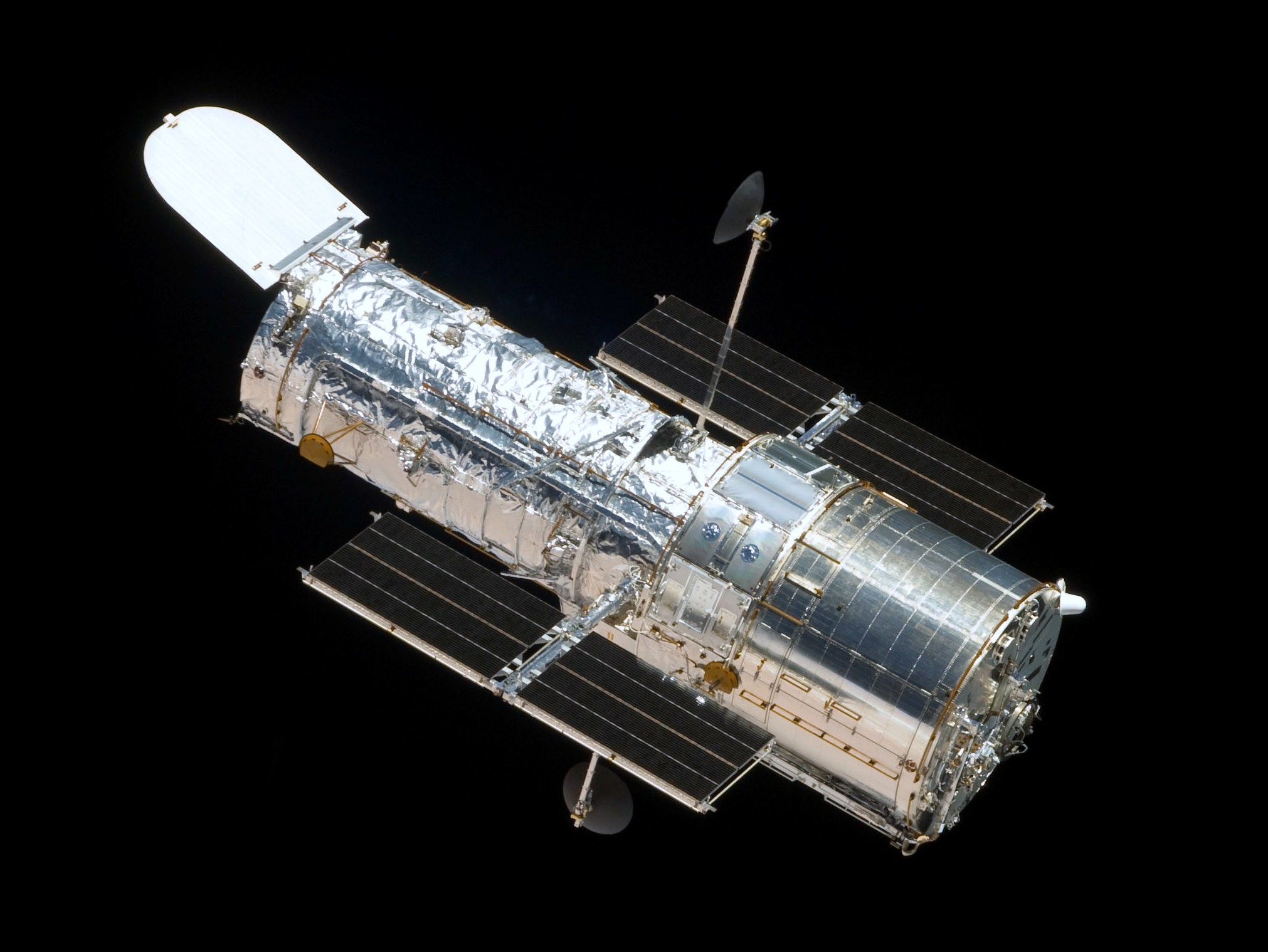
Космічна обсерваторія «Габбл» — один з найвідоміших космічних телескопів.

Типи телескопів або дотичних пристроїв класифікуються за оптичною схемою, механічною конструкцією, місцем розміщення, діапазоном електромагнітного спектра, призначенням тощо.
Станом на 2024 рік існують декілька десятків типів телескопів, які охоплюють майже всі діапазони електромагнітного спектра: від радіохвиль до рентгенівського і гамма-випромінювання. Деякі з них (наприклад, радіотелескопи) візуально взагалі не схожі на оптичні телескопи, для яких теж існує велика кількість оптичних схем, кожна з яких має свої переваги й недоліки. Окрім різних оптичних схем, існує декілька типів монтувань телескопів. Також різні телескопи мають різне призначення (астрограф, кометошукач, зенітний телескоп). Окремою категорією, що з'явилася у XX столітті, є космічні телескопи, які внаслідок відсутності впливу земної атмосфери мають певні переваги над аналогічними наземними інструментами.

## Список типів оптичних телескопів

### Телескопи-рефрактори
Це телескопи, об'єктивом яких є лінза або система з кількох лінз. Сучасні рефрактори побудовано переважно як подвійні та потрійні ахромати або напівахромати з великими фокусними відстанями. Саме цей тип телескопів був винайдений першим ще на початку 17 століття. Однак вони мають ряд конструктивних недоліків, які зокрема обмежують максимальний можливий розмір лінзи. Наразі найбільший діючий телескоп-рефрактор з діаметром об'єктива 102 см розташований в Єркській обсерваторії, США.
| Зображення | Назва (українською)   | Назва (англійською)  | Короткий опис | Посилання                          |
| ---------- | --------------------- | -------------------- | --- | ---------------------------------- |
|            | Телескоп-ахромат      | Achromatic telescope | Оптична схема, в якій майже відсутні ефекти сферичної та хроматичної аберації. Перший прототип був сконструйований британським винахідником Честером Мур Холлом всередині 18 століття. | [ 2 ] [ 3 ] [ 4 ]                  |
|            | Апохромат             | Apochromat           | Оптична система з трьох лінз з різних сортів скла, що додатково зменшує хроматичну аберацію. | [ 5 ] [ 6 ]                        |
|            | Бінокль (Бінокуляр)   | Binoculars           | Застосовується здебільшого для любительських спостережень. Фактичо є двома з'єднаними телескопами, часто мають оптичну схему Галілея. Великі бінокуляри для зручності користування розташовуються або стаціонарно на спеціальній опорі з шарніром, або на тринозі. | [ 7 ] [ 8 ]                        |
|            | Копіскоп              | Copyscope            | Імпровізований телескоп, конструкція якого як об'єктив використовує лінзу зі старих копіювальних машин (звідки і пішла назва). Подібна оптична схема вперше була запропонована Кеном Бьордом в травневому випуску журналу Astronomy Magazine в 1986 році. Має ряд переваг порівняно зі звичайними телескопами, які можна придбати в спеціалізованих магазинах, передусім дешевизну. | [ 9 ] [ 10 ] [ 11 ] [ 12 ]         |
|            | Телескоп Галілея      | Galilean telescope   | Вперше така схема була створена нідерландськими майстрами в 1608 році, однак Гілілео Галілей був першим, хто застосував її для спостереження астрономічних об'єктів в 1609 році. Складається із сполучної лінзи, яка має велику фокусну відстань {\displaystyle f} і окуляру з малою фокусною відстанню {\displaystyle f_{0}}. Фокус зображення об'єктива в цьому типі телескопа зливається з фокусом зображення окуляра. | [ 13 ] [ 14 ] [ 15 ] [ 16 ] [ 17 ] |
|            | Телескоп Кеплера      | Keplerian telescope  | Складається з двох комплектів сполучних опуклих лінз, які мають спільну оптичну вісь. Об'єктив цього телескопа має велику фокусну відстань {\displaystyle f} та малу фокусну відстань окуляра {\displaystyle f_{0}}. Фокус зображення об'єктива зливається з фокусом об'єкта в окулярі. Зображення є перевернутим. | [ 18 ] [ 19 ] [ 20 ] [ 21 ] [ 22 ] |
|            | Безкорпусний телескоп | Aerial telescope     | Підтип рефракторного телескопа з дуже великою фокусною відстанню та відсутнім жорстким корпусом. Прикладом є безкорпусний телескоп Гюйгенса. | [ 23 ] [ 24 ] [ 25 ] [ 26 ]        |
|            | Суперахромат          | Superachromat        | Підтип ахромату, який має особливим чином підібрану геометрію лінз та показники заломлення скла, завдяки чому хроматична аберація майже повністю нівелюється на значному проміжку довжин хвиль. Відсутність хроматичної аберації робить такі об'єктиви дуже зручними для, наприклад, багатокольорової фотографії. Вперше створений Максимільяном Херцбергом. Однак, подібна конструкція має суттєвий недолік — велику ціну виробу через обмежений перелік та дороговизну сортів скла, який можна використовувати для створення лінз. | [ 27 ] [ 28 ]                      |

### Телескопи-рефлектори
Це телескопи, об'єктивом яких є увігнуте дзеркало сферичної, параболічної або гіперболічної форми. Майже завжди в подібних системах використовується менше вторинне дзеркало. Перші ідеї щодо використання увігнутих дзеркал як оптичних приладів були висунуті ще в 11 столітті. Однак перші спроби створити телескоп з увігнутим дзеркалом замість однієї з лінз були невдалими, а перший працюючий прототип був сконструйований лише наприкінці 17 століття.
| Зображення | Назва (українською)                             | Назва (англійською)        | Короткий опис | Посилання                                        |
| ---------- | ----------------------------------------------- | -------------------------- | --- | ------------------------------------------------ |
|            | Система Ньютона                                 | Newtonian telescope        | Ньютонівський телескоп використовує увігнуте головне та плоске вторинне дзеркало, яке відбиває промені в окуляр збоку від приладу. Зображення перевернуте. | [ 32 ] [ 33 ]                                    |
|            | Система Кассегрена                              | Cassegrain reflector       | Різновид дзеркального телескопа, розробленого французьким астрономом Лораном Кассегреном в 1672 році. Цей тип телескопа є модифікацією ньютонівського телескопа і має особливості, які дають змогу усунути деякі відомі аберації (спотворення) оптичних систем. Перш ніж потрапити в головний фокус, промені світла знову відбиваються від меншого опуклого гіперболічного дзеркала, яке фокусує їх біля отвору в центрі головного дзеркала. | [ 34 ] [ 35 ] [ 36 ] [ 37 ]                      |
|            | Система Грегорі                                 | Gregorian telescope        | Розроблений шотландським математиком і астрономом Джеймсом Грегорі у 17 столітті, і вперше побудований 1673 року Робертом Гуком. | [ 38 ] [ 39 ]                                    |
|            | Система Гершеля (Система Ломоносова)            | Herschellian telescope     | Оптична схема названа на честь Вільяма Гершеля, який створив перший прототип в 1789 році. Первинне дзеркало розташоване під кутом до осі симетрії телескопу (англ. off-axis design) і зображення «відводиться вбік», щоб уникнути блокування потоку світла вторинним дзеркалом. | [ 40 ]                                           |
|            | Система Річі — Кретьєна                         | Ritchey–Chrétien telescope | Схему теоретично розробили на початку 1910 років Джордж Вілліс Річі та Анрі Кретьєн. Вона структурно подібна до схеми Кассегрена, але застосовано увігнуте гіперболічне дзеркало як первинне та опукле гіперболічне з великим вигином як вторинне. Це виправляє значну частину дефектів параболічних відбивачів, один з яких називається комою, і видаляє вставлений меніск. Крім того, у фокусі повинен бути присутнім коригувальний елемент. Перший телескоп побудовано 1927 року. За цією схемою побудовано більшість великих телескопів другої половині XX-го сторіччя, зокрема, космічний телескоп Габбла, пара телескопів «Джеміні» (8,1 м), телескоп Субару (8,2 м), Дуже великий телескоп (4 × 8,2 м), Великий телескоп Канарських островів (10,4 м). | [ 32 ] [ 41 ] [ 42 ] [ 43 ]                      |
|            | Рідкодзеркальний телескоп                       | Liquid-mirror telescope    | Телескоп, дзеркало якого виготовлене з відбиваючої рідини (наприклад, ртуті), яка обертається з постійною швидкістю навколо вертикальної осі й набуває параболічної форми завдяки відцентровій силі. Концепція була висунута Ісааком Ньютоном і вдосконалена Ернесто Капоччі. Однак перший прототип було побудовано лише в 1872 році. Подібні системи мають ряд переваг, зокрема низьку вартість, однак одночасно з тим мають ряд недоліків. Зокрема, подібні телескопи можуть бути суто зенітними, а також використання ртуті, яка є отруйною для людини, ускладнює застосування. | [ 44 ] [ 45 ] [ 46 ] [ 47 ] [ 48 ]               |
|            | Телескоп Фунда                                  | Pfund telescope            | Оптична схема, що використовується в нерухомих телескопах. Перший прототип створено американським спектроскопістом та винахідником Августом Германом Фундом. Складається з плаского дзеркала, за домогою якого потік світла направляють на друге, параболічне дзеркало. Головна оптична вісь телескопу розташовується горизонтально, навідміну від зенітних телескопів з вертикальним розташуванням. Фокусна відстань головного дзеркала підібрана таким чином, що фокус розташований далі, ніж пласке дзеркало. Подібна конструкція не потребує додавання вторинного дзеркала. | [ 49 ] [ 50 ] [ 51 ]                             |
|            | Телескоп Шварцшильда                            | Schwarzschild telescope    | Конструкція складається з двох увігнутих асферичних дзеркал. Телескоп був створений німецьким астрономом Карлом Шварцшильдом. Завдяки такій конструкції в системі відсутня сферична аберація. Фокус системи знаходиться всередині телескопа, на відміну від систем Кассегрена, Грерогі, Ньютона та інших. Тому подібні телескопи використовуються для фотометричних (не візуальних) спостережень. | [ 52 ] [ 53 ]                                    |
|            | Телескоп Стевіка-Пола                           | Stevick-Paul telescope     | Конструкція телескопу має 3 дзеркала, зокрема одне діагональне, зображення розташоване не на головній оптичні осі. В цій системі майже відсутні всі види аберацій, однак присутня невелика кривина поля зображення. | [ 54 ] [ 55 ]                                    |
|            | Тридзеркальний анастигмат (Телескоп-анастигмат) | Three-mirror anastigmat    | Як очевидно з назви, система має три увігнутих дзеркала для нівелювання всіх видів аберацій. Конструкція має набагато більше поле зору, ніж класичні телескопи з двома дзеркалами. Існує багато різновидів тридзеркальних анастигматів, які були створені за довгу історію розвитку цього типу телескопів. Серед них: - Телескоп Пола (1935) - Телескоп Пола-Бейкера (1969) - Телескоп Корша (1972) - Телескоп Ейзенберга-Пірсона (1987) Ця схема дозволяє мінімізувати три основні оптичні аберації — сферичну аберацію, кому та астигматизм. Доволі багато космічних телескопів мають оптичну схему саме тридзеркального анастигмата, зокрема JWST, Евклід, Ненсі Грейс Роман та інші.                                                                      | [ 54 ] [ 56 ] [ 57 ] [ 58 ] [ 59 ] [ 60 ] [ 61 ] |
|            | Тороїдальний рефлектор (Тороїдальний телескоп)  | Toroidal reflector         | В основі оптичної схеми — дзеркало, поверхня якого являє собою зріз тора, а форма визначається двома радіусами кривини. Така конструкція дзеркала нівелює астигматизм, однак має сферичну аберацію і кому. Також подібні дзеркала простіше виготовляти, тому вони дешевші, ніж параболічні або еліптичні. | [ 62 ] [ 63 ]                                    |
|            | Телескоп Вольтера                               | Wolter telescope           | Винайдений німецьким фізиком Гансом Вольтером в 1952 році, який запропонував три оптичні схеми. Використовується для спостереження рентгенівських променів. | [ 64 ] [ 65 ] [ 66 ] [ 67 ] [ 68 ] [ 69 ]        |
|            | Телескоп Вольтера                               | Wolter telescope           | Винайдений німецьким фізиком Гансом Вольтером в 1952 році, який запропонував три оптичні схеми. Використовується для спостереження рентгенівських променів. | [ 64 ] [ 65 ] [ 66 ] [ 67 ] [ 68 ] [ 69 ]        |
|            | Телескоп Вольтера                               | Wolter telescope           | Винайдений німецьким фізиком Гансом Вольтером в 1952 році, який запропонував три оптичні схеми. Використовується для спостереження рентгенівських променів. | [ 64 ] [ 65 ] [ 66 ] [ 67 ] [ 68 ] [ 69 ]        |
|            | Телескоп Куде                                   | Coudé Auxiliary Telescope  | Не є окремим видом телескопа, а радше системою коригування шляху променя після проходження через вторинне дзеркало — найчастіше говорять про фокус Куде конкретного телескопа. Великі телескопи можуть мати кілька доступних точок фокусування залежно від того, які космічні об'єкти спостерігають та що вимірюють (сфотографувати їх, отримати спектр тощо). Розміщуючи додаткові дзеркала, система Coudé спрямовує промені до фіксованої точки фокусу на полярній осі кріплення телескопа. | [ 70 ]                                           |
|            | Телескоп Несміта                                | Nasmyth telescope          | Конструкційно подібна до системи Кассегрена, однак містить діагональне дзеркало, яке виводить пучок світла за межі корпусу телескопа. Така система дозволяє зробити нерухомими деякі елементи телескопа при зміні осі схилень. | [ 70 ]                                           |

### Катадіоптричнітелескопи
Система, яка є гібридом рефлектора і рефрактора, тобто містить одночасно і дзеркала, і лінзи. Подібні системи поєднують переваги обох типів систем користуючись з комбінації заломлення світла і його відбиття.
| Зображення | Назва (українською)                          | Назва (англійською)                         | Короткий опис | Посилання                   |
| ---------- | -------------------------------------------- | ------------------------------------------- | --- | --------------------------- |
|            | Телескоп Аргунова-Кассегрена                 | Argunov–Cassegrain telescope                | Оптична схема з дзеркала, двох звичайних лінз та дзеркала Манжена. Всі оптичні поверхні системи є сферичними. Система не набула популярності через свою складність виготовлення (в ній фактично задіяно 5 оптичних елементів), а також складність усунення аберацій, яка через це виникає. Тим не менш, один з телескопів з такою оптичною схемою, з діаметром дзеркала в 1 метр, було виготовлено в Одесі та транспортовано до Вигорлатської обсерваторії, Колоніца, Словаччина, де він активно використовується для спостережень (станом на 2022 рік). | [ 71 ] [ 72 ] [ 73 ] [ 74 ] |
|            | Катадіоптричний диаліт (Телескоп Гамільтона) | Catadioptric dialytes                       | Система з однієї опуклої лінзи та однієї розсівної лінзи, одна оптична поверхня якої в оригінальній конструкції була покрита сріблом (аналог дзеркала Манжена). Розроблений В. Ф. Гамільтоном, який створив перший прототип в 1814 році. Надалі система вдосконалювалася, зокрема німецьким архітектором і оптиком Людвігом Шупманом наприкінці 19 століття. Він додав в систему третю корегувальну лінзу, тим самим створивши медіальний телескоп на основі катадіоптричного діаліту.                                                                   | [ 75 ]                      |
|            | Телескоп Максутова                           | Maksutov telescope                          | Оптична схема складається з коригувального елементу (розсівної лінзи) та сферичного головного дзеркала. Лінза зазвичай має такий самий діаметр, як і головне дзеркало і розташовується перед ним. Запатентований українсько-радянським оптиком Дмитром Максутовим в 1941 році. Система корегує хроматичну аберацію і кому. Популярна серед астрономів-аматорів через свою простоту. Розміри системи обмежені саме масою меніска, тому такі телескопи, як правило, мають відносно менші діаметри.                                                         | [ 76 ] [ 77 ] [ 78 ] [ 79 ] |
|            | Телескоп Клевцова-Кассегрена                 | Klevtsov–Cassegrain telescope               | Має коригувальний елемент, розташований перед вторинним дзеркалом. Вторинне дзеркало конструктивно становить одне ціле з коригувальним меніском. Меніск має форму кільцевої лінзи з центральним отвором, через який проходить промінь від другого дзеркала до окуляра. Промінь проходить через активну частину меніска, перш ніж впасти на вторинне дзеркало. | [ 80 ] [ 81 ] [ 82 ] [ 83 ] |
|            | Телескоп Люрі — Гоутона                      | Lurie–Houghton telescope                    | Коригувальний елемент системи складається з двох лінз. Систему було запантентовано в 1944 році. Всі оптичні поверхні є сферичними, а лінзи в системі відносно тонкі. Перевагою системи є відносна простота створення, на відміну від камери Шмідта або системи Максутова. | [ 84 ] [ 85 ] [ 86 ]        |
|            | Модифікований телескоп Дола — Кірхама        | Modified (Corrected) Dall–Kirkham telescope | І класичний, і модифікований телескоп Дола — Кірхама складаються з еліптичного головного і сферичного вторинного дзеркала. Відмінність модифікованого полягає в наявності корегувального елементу, а саме 2 або 3 лінз. Система лінз розташовується перед фокусом для усунення коми, астигматизму та викривлення поля зору. Оптична схема була створена Дейвом Рове. | [ 87 ] [ 88 ]               |
|            | Камера Шмідта                                | Schmidt camera                              | Має передню коригувальну пластину (меніск) дуже складної форми в площині вторинного дзеркала (по суті тороїдальний дифузор, кругла центральна частина плоска для розміщення вторинного дзеркала), яка виправляє різні дефекти телескопа. Пластина розташована навпроти головного дзеркала, тому промені спочатку проходять через неї, а лише потім потрапляють на головне дзеркало. Завдяки складній формі меніск тонший за систему Максутова—Кассегрена.                                                                                                | [ 89 ] [ 90 ] [ 91 ] [ 92 ] |

## Телескопи інших діапазонів спектра
У 20 столітті було розроблено багато видів телескопів, які дозволяють проводити спостереження в широкому діапазоні довжин хвиль від радіо до гамма-променів. Деякі з них за зовнішнім виглядом суттєво відрізняються від оптичних телескопів або навіть взагалі не схожі на них.
| Тип телескопу                 | Призначення або діапазон довжин хвиль                                                                                       | Приклад інструменту                                 | Приклад інструменту |
| Тип телескопу                 | Призначення або діапазон довжин хвиль                                                                                       | Зображення                                          | Опис |
| ----------------------------- | --- | --------------------------------------------------- | --- |
| IACT (Черенковський телескоп) | Реєстрація черенковського випромінювання з енергією фотонів від 50 ГеВ до 50 ТеВ.                                           |                                                     | MAGIC (Major Atmospheric Gamma-ray Imaging Cherenkov Telescope) — система з двох наземних черенковських телескопів, які розташовані на острові Ла-Пальма. |
| Радіотелескоп                 | Від міліметрів до десятків метрів.                                                                                          | Радіотелескоп Еффельсберг-1, Еффельсберг-Німеччина. | Радіотелескоп Еффельсберг-1, Еффельсберг, Німеччина. |
| Субміліметровий телескоп      | Від 0.35 до 1.3 мм (для Кальтеської обсерваторії).                                                                          |                                                     | Калтекська субміліметрова обсерваторія, Мауна-Кеа, Гаваї.                                                                                                 |
| Інфрачервоний телескоп        | Від 0.76 до 1000 мкм. Земна атмосфера пропускає лише діапазон 1 — 1.5 мкм, тому більшість телескопів цього типу — космічні. |                                                     | Космічний телескоп імені Джеймса Вебба. |
| Ультрафіолетовий телескоп     | Від 10 до 320 нм. Світло на цих довжинах хвиль поглинається атмосферою Землі, тому телескопи цього типу — космічні.         |                                                     | Swift Gamma Ray Burst Explorer |
| Рентгенівський телескоп       | Від 0.01 до 10 нм. |                                                     | Космічна обсерваторія «Чандра». |
| Гамма-телескоп                | Менше 0.01 нм. |                                                     | Космічна обсерваторія «Фермі». |

## Телескопи за призначенням

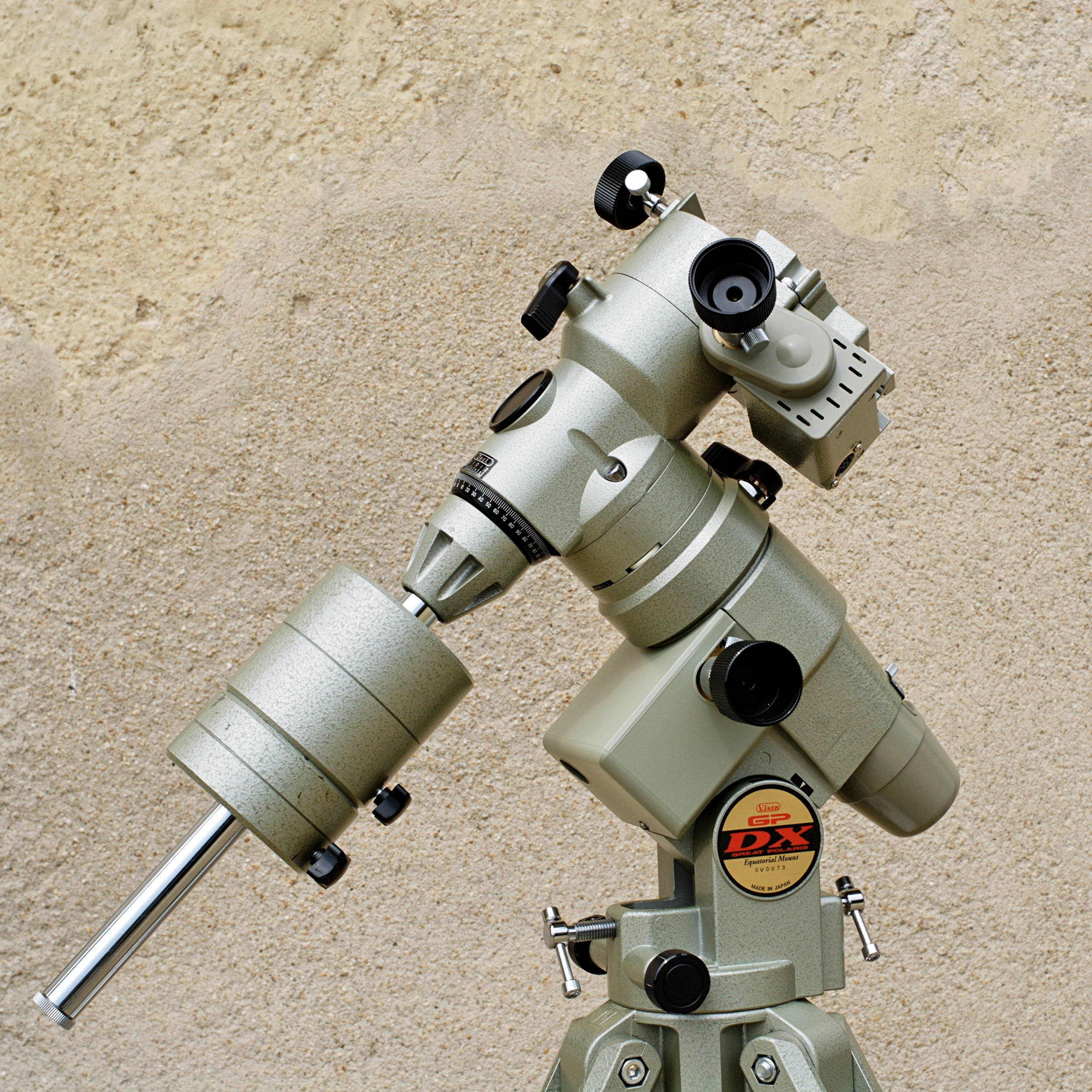
Приклад екваторіального монтування

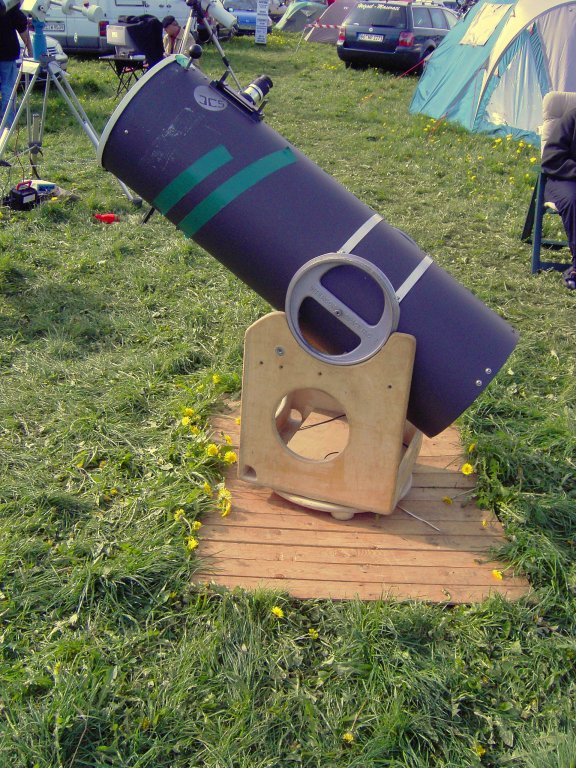
Монтування Добсона (саморобне, аматорське)

В залежності від низки параметрів: типу монтування, оптичної схеми, діаметру об'єктива, розташування та інших, телескоп має певне призначення. В списку наведені деякі типи задач, для яких використовуються телескопи:
- Астрограф
- Кометошукач
- Пошуковий телескоп
- Меридіанний круг
- Сонячний телескоп
- Космічний телескоп
- Зорова труба
- «Сонячна гармата»
- Зенітний телескоп

## Типи монтувань телескопів
Монтування телескопа — опора, яка призначена для направлення телескопа з метою спостереження за вибраним небесним об'єктом. Більшість типів монтувань дозволяють повертати телескоп та наводити його на потрібний об'єкт. Деякі інші типи монтувань є нерухомими і застосовуються, наприклад, в зенітних телескопах.

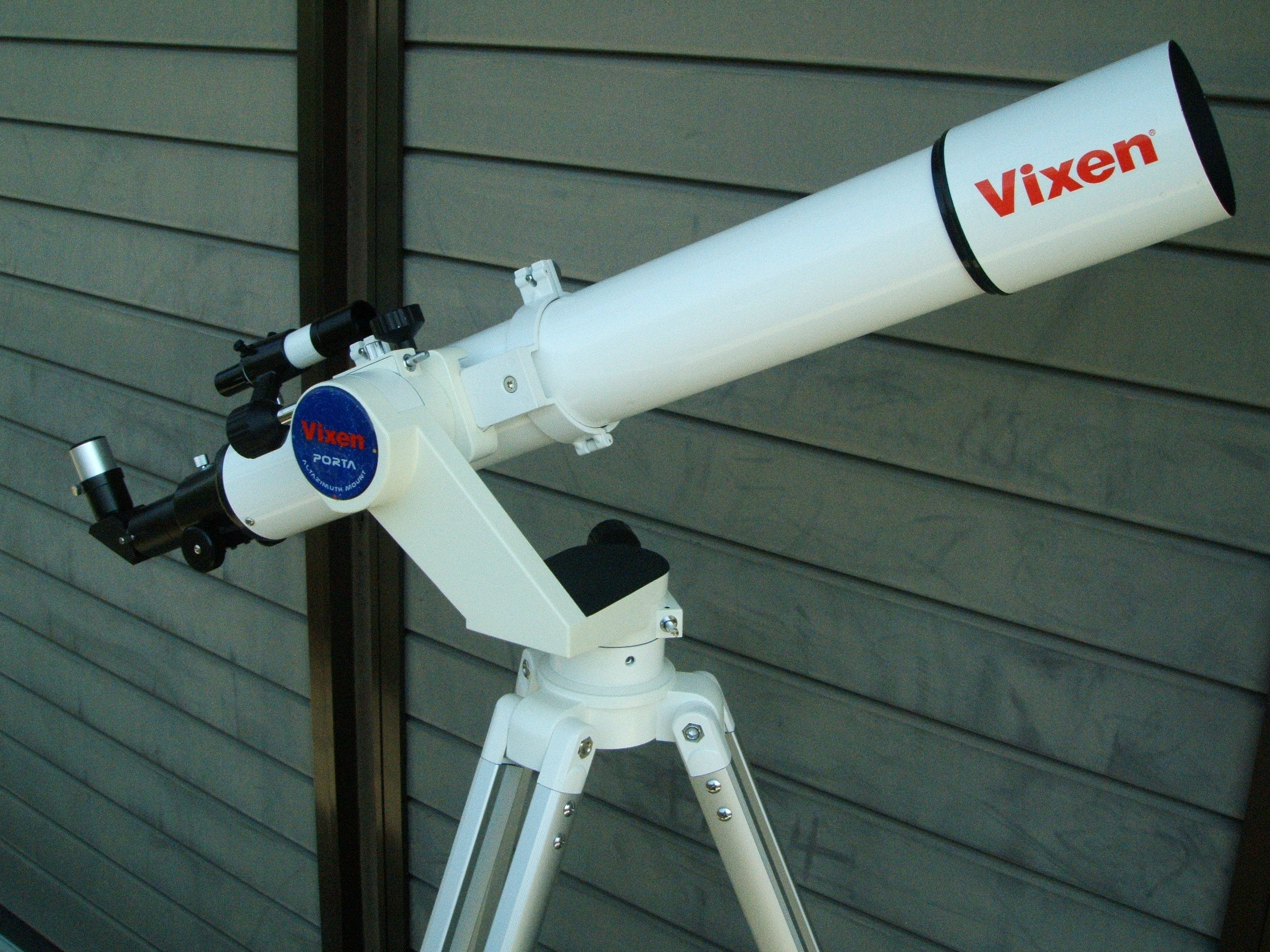
Приклад альт-азимутального монтування

- Нерухомий телескоп
- Телескоп з фіксованим кутом
- Пасажний інструмент
- Екваторіальне монтування
- Альт-азимутальне монтування
- Альт-альт монтування
- Альт-альт-азимутальне монтування
- Шестиноге монтування
- Монтування Добсона